# 精油人生拉警報
《精油人生拉警報》（英語：Extract）是一部2009年美國喜劇片，由麥克·賈吉執導兼編劇，主演包括傑森·貝特曼、蜜拉·庫妮絲、克莉絲汀·薇格、J·K·西蒙斯、大衛·柯屈納、小克利夫頓·柯林斯以及班·艾佛列克。喬爾（Joel，貝特曼飾演）是一家精油廠的老闆，他試圖解決無數個人和職業問題，例如自己疑似不忠的妻子和想要利用他的員工。
電影於2009年9月4日在美國上映，評價兩極分化，但以正面居多。

## 演員
- 傑森·貝特曼飾演喬爾·雷諾斯（Joel Reynolds）
- 蜜拉·庫妮絲飾演辛迪·史萊德（Cindy Slade）
- 克莉絲汀·薇格飾演蘇齊·雷諾斯（Suzie Reynolds）
- J·K·西蒙斯飾演布萊恩·哈金斯（Brian Huggins）
- 達斯汀·米利根飾演布萊德·查韋斯（Brad Chávez）
- 大衛·柯屈納飾演奈森（Nathan）
- 小克利夫頓·柯林斯飾演唐·「踏步」·威爾金森（Don "Step" Wilkinson）
- 班·艾佛列克飾演狄恩·史萊德（Dean Slade）
- T·J·米勒飾演羅伊（Rory）
- 貝絲·格蘭特（英语：Beth Grant）飾演瑪莉（Mary）
- 麥特·蘇茲飾演威利（Willie）
- 麥克·賈吉飾演工廠員工吉姆（Jim the factory employee）

## 外部連結
- 互联网电影数据库（IMDb）上《精油人生拉警報》的资料（英文）
- 豆瓣电影上《精油人生拉警報》的資料 （简体中文）
- AllMovie上《精油人生拉警報》的资料（英文）